# Чернетяз
Чернетяз (рум. Cerneteaz) — село у повіті Тіміш в Румунії. Входить до складу комуни Джармата.
Село розташоване на відстані 409 км на північний захід від Бухареста, 9 км на північ від Тімішоари.

## Населення
За даними перепису населення 2002 року у селі проживали 1002 особи.
Національний склад населення села:
| Національність | Кількість осіб | Відсоток |
| -------------- | -------------- | -------- |
| румуни         | 790            | 78,8%    |
| цигани         | 103            | 10,3%    |
| угорці         | 76             | 7,6%     |
| українці       | 22             | 2,2%     |
| словаки        | 7              | 0,7%     |

Рідною мовою назвали:
| Мова       | Кількість осіб | Відсоток |
| ---------- | -------------- | -------- |
| румунська  | 903            | 90,1%    |
| угорська   | 67             | 6,7%     |
| українська | 19             | 1,9%     |
| словацька  | 6              | 0,6%     |